# Contres, Cher

Contres este o comună în departamentul Cher, Franța. În 1 ianuarie 2022 avea o populație de 34 de locuitori.